# Dejana Milosavljević
Dejana Milosavljević (født 23. november 1994 i Pozega, Kroatien) er en kvindelig kroatisk håndboldspiller, der spiller for Siófok KC og Kroatiens kvindehåndboldlandshold.
Hun blev udtaget til landstræner Nenad Šoštarić' trup ved EM i kvindehåndbold 2020 i Danmark, hvor hun var med til at vinde bronze.